# Mistrzostwa Świata w Lekkoatletyce 2022 – trójskok mężczyzn
Trójskok mężczyzn – jedna z konkurencji technicznych rozgrywanych podczas lekkoatletycznych mistrzostw świata na Hayward Field w Eugene.

## Terminarz
| Data     | Godzina |              |
| -------- | ------- | ------------ |
| 21 lipca | 18:20   | Kwalifikacje |
| 23 lipca | 18:00   | Finał        |

## Rekordy
Tabela prezentuje rekord świata, rekord mistrzostw świata, rekordy kontynentów oraz najlepszy wynik na listach światowych w sezonie 2022 przed rozpoczęciem mistrzostw. Źródło: worldathletics.org
|                            | Zawodnik             | Wynik | Miejsce  | Data                      |
| -------------------------- | -------------------- | ----- | -------- | ------------------------- |
| Rekord świata              | Jonathan Edwards     | 18,29 | Göteborg | 7 sierpnia 1995(dts)      |
| Listy światowe             | Jordan Díaz          | 17,87 | Nerja    | 26 czerwca 2022(dts)      |
| Rekord mistrzostw świata   | Jonathan Edwards     | 18,29 | Göteborg | 7 sierpnia 1995(dts)      |
| Rekord Afryki              | Hugues Fabrice Zango | 18,07 | Aubière  | 16 stycznia 2021(dts)     |
| Rekord Ameryki Północnej   | Christian Taylor     | 18,21 | Pekin    | 27 sierpnia 2015(dts)     |
| Rekord Ameryki Południowej | Jadel Gregório       | 17,90 | Belém    | 20 maja 2007(dts)         |
| Rekord Australii i Oceanii | Kenneth Lorraway     | 17,46 | Londyn   | 7 sierpnia 1982(dts)      |
| Rekord Azji                | Li Yanxi             | 17,59 | Jinan    | 26 października 2009(dts) |
| Rekord Europy              | Jonathan Edwards     | 18,29 | Göteborg | 7 sierpnia 1995(dts)      |

## Wyniki

### Kwalifikacje
Awans: 17,05 (Q) lub 12 najlepszych rezultatów (q). Źródło: worldathletics.org.
| Pozycja | Grupa | Zawodnik                            | Państwo                  | Runda | Runda | Runda | Wynik | Uwagi |
| Pozycja | Grupa | Zawodnik                            | Państwo                  | 1     | 2     | 3     | Wynik | Uwagi |
| ------- | ----- | ----------------------------------- | ------------------------ | ----- | ----- | ----- | ----- | ----- |
| 1.      | A     | Pedro Pichardo                      | Portugalia               | 17,16 |       |       | 17,16 | Q     |
| 2.      | B     | Hugues Fabrice Zango                | Burkina Faso             | 16,72 | 17,15 |       | 17,15 | Q     |
| 3.      | B     | Emmanuel Ihemeje                    | Włochy                   | 17,03 | –     | 17,13 | 17,13 | Q,    |
| 4.      | A     | Zhu Yaming                          | Chińska Republika Ludowa | 17,08 |       |       | 17,08 | Q     |
| 5.      | B     | Lázaro Martínez                     | Kuba                     | 16,97 | 17,06 |       | 17,06 | Q     |
| 6.      | B     | Jean-Marc Pontvianne                | Francja                  | x     | 16,95 | x     | 16,95 | q     |
| 7.      | A     | Andrea Dallavalle                   | Włochy                   | 16,86 | 16,75 | –     | 16,86 | q     |
| 8.      | A     | Donald Scott                        | Stany Zjednoczone        | x     | 16,74 | 16,84 | 16,84 | q     |
| 9.      | A     | Almir dos Santos                    | Brazylia                 | 16,32 | 16,52 | 16,71 | 16,71 | q     |
| 10.     | B     | Will Claye                          | Stany Zjednoczone        | 15,98 | 16,25 | 16,70 | 16,70 | q     |
| 11.     | B     | Tiago Pereira                       | Portugalia               | x     | 16,69 | 16,56 | 16,69 | q     |
| 12.     | A     | Eldhose Paul                        | Indie                    | 16,12 | 16,68 | 16,34 | 16,68 | q     |
| 13.     | A     | Max Heß                             | Niemcy                   | 16,64 | 15,69 | 16,56 | 16,64 |       |
| 14.     | B     | Enzo Hodebar                        | Francja                  | 16,64 | x     | x     | 16,64 |       |
| 15.     | B     | Tobia Bocchi                        | Włochy                   | 16,58 | x     | 16,20 | 16,58 |       |
| 16.     | B     | Chris Benard                        | Stany Zjednoczone        | x     | x     | 16,53 | 16,53 |       |
| 17.     | A     | Praveen Chithravel                  | Indie                    | x     | 16,30 | 16,49 | 16,49 |       |
| 18.     | A     | Christian Taylor                    | Stany Zjednoczone        | 16,17 | 16,48 | 16,44 | 16,48 |       |
| 19.     | B     | Abdulla Aboobacker Narangolintevida | Indie                    | 15,92 | 16,45 | 16,44 | 16,45 |       |
| 20.     | A     | Jordan Scott                        | Jamajka                  | x     | x     | 16,42 | 16,42 |       |
| 21.     | A     | Andy Eugenio Hechavarría            | Kuba                     | x     | 16,02 | 16,39 | 16,39 |       |
| 22.     | A     | Jah-Nhai Perinchief                 | Bermudy                  | 16,38 | x     | 16,26 | 16,38 |       |
| 23.     | A     | Pablo Torrijos                      | Hiszpania                | x     | 16,32 | x     | 16,32 |       |
| 24.     | B     | Mateus de Sá                        | Brazylia                 | 16,04 | 16,03 | x     | 16,04 |       |
| 25.     | A     | Benjamin Compaoré                   | Francja                  | x     | 16,03 | x     | 16,03 |       |
| 26.     | A     | Ben Williams                        | Wielka Brytania          | x     | x     | 15,98 | 15,98 |       |
| 27.     | B     | Chengetayi Mapaya                   | Zimbabwe                 | x     | 15,75 | x     | 15,75 |       |
| –       | B     | Alexsandro Melo                     | Brazylia                 | x     | x     | x     | NM    |       |
| –       | B     | Fang Yaoqing                        | Chińska Republika Ludowa |       |       |       | DNS   |       |

### Finał
Źródło: worldathletics.org
| Pozycja | Zawodnik             | Państwo                  | Runda | Runda | Runda | Runda | Runda | Runda | Wynik | Uwagi |
| Pozycja | Zawodnik             | Państwo                  | 1     | 2     | 3     | 4     | 5     | 6     | Wynik | Uwagi |
| ------- | -------------------- | ------------------------ | ----- | ----- | ----- | ----- | ----- | ----- | ----- | ----- |
| 01 !    | Pedro Pichardo       | Portugalia               | 17,95 | 17,92 | 17,57 | –     | x     | 17,51 | 17,95 | WL    |
| 02 !    | Hugues Fabrice Zango | Burkina Faso             | 17,55 | 16,95 | 17,38 | 17,14 | x     | 17,49 | 17,55 | SB    |
| 03 !    | Zhu Yaming           | Chińska Republika Ludowa | 17,00 | 17,31 | x     | 16,98 | x     | 16,85 | 17,31 | SB    |
| 4.      | Andrea Dallavalle    | Włochy                   | 17,25 | 17,16 | –     | 17,12 | x     | x     | 17,25 |       |
| 5.      | Emmanuel Ihemeje     | Włochy                   | x     | 17,03 | 16,69 | 16,81 | 16,71 | 17,17 | 17,17 |       |
| 6.      | Donald Scott         | Stany Zjednoczone        | 17,14 | x     | 16,79 | 16,98 | 17,04 | 16,94 | 17,14 |       |
| 7.      | Almir dos Santos     | Brazylia                 | x     | 16,69 | 16,87 | x     | 16,38 | 13,26 | 16,87 |       |
| 8.      | Jean-Marc Pontvianne | Francja                  | x     | x     | 16,86 | x     | x     | x     | 16,86 |       |
| 9.      | Eldhose Paul         | Indie                    | 16,37 | 16,79 | 13,86 | NQ    | NQ    | NQ    | 16,79 |       |
| 10.     | Tiago Pereira        | Portugalia               | x     | 16,69 | 16,59 | NQ    | NQ    | NQ    | 16,69 |       |
| 11.     | Will Claye           | Stany Zjednoczone        | x     | x     | 16,54 | NQ    | NQ    | NQ    | 16,54 |       |
| –       | Lázaro Martínez      | Kuba                     | x     | x     | x     | NQ    | NQ    | NQ    | NM    |       |